# Dekanat Ełk – Matki Bożej Fatimskiej
Dekanat Ełk – Matki Bożej Fatimskiej – jeden z 22 dekanatów w rzymskokatolickiej diecezji ełckiej.

## Parafie
W skład dekanatu wchodzi 7 parafii:
- parafia Ducha Świętego – Ełk
- parafia św. Jana Pawła II – Ełk
- parafia św. Rafała Kalinowskiego – Ełk, strona www
- parafia św. Wojciecha – Ełk
- parafia św. Józefa Rzemieślnika – Nowa Wieś Ełcka
- parafia św. Antoniego Padewskiego – Prostki
- parafia św. Józefa Oblubieńca Najświętszej Maryi Panny – Regielnica

## Sąsiednie dekanaty
Biała Piska, Ełk – Miłosierdzia Bożego, Ełk – Świętej Rodziny, Grajewo (diec. łomżyńska)